# 塞思·赖德
塞思·赖德（英語：Seth Rider，1997年3月6日—），美国男子铁人三项运动员，2023年泛美运动会混合接力银牌得主、2024年夏季奥林匹克运动会混合接力银牌得主。